# Parc national de la Caldeira de Taburiente
Le parc national de la Caldeira de Taburiente (Parque Nacional de la Caldera de Taburiente), est une zone protégée d'Espagne, située sur l'île de La Palma dans la communauté autonome des îles Canaries. Il a été déclaré parc national en 1954 et réserve mondiale de biosphère en 2002. Il couvre actuellement une superficie de 46,9 km² qui, jointe à la zone périphérique de protection, s'étend sur 59,56 km².

## Présentation

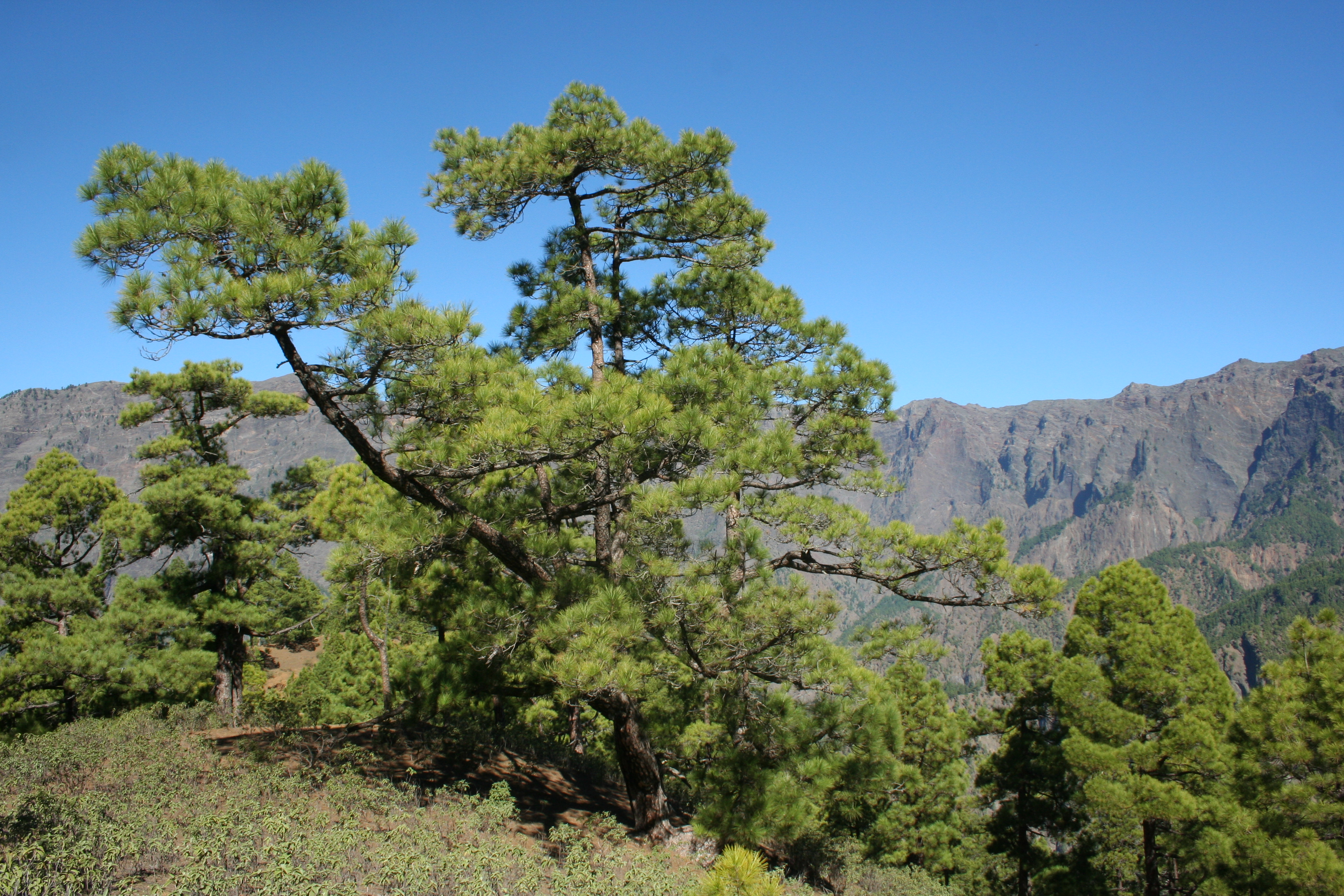
Pinus canariensis Caldera de Taburiente

Le mot caldera signifie chaudron en espagnol. Taburiente n’est pas un mot espagnol mais dérive de la langue guanche et signifie « plaine, niveau »
.
Comme le reste de l'archipel la zone est d'origine volcanique, mais se distingue par la grande quantité de cours d'eau qu'elle possède, tant souterrains que superficiels.
Le parc est situé au centre de l'île et coïncide avec la formation géologique de la Caldeira de Taburiente, qui atteint 7 km dans sa plus grande largeur. La dépression qui forme la Caldeira se situe entre 600 et 900 mètres au-dessus du niveau de la mer, tandis que la crête formant le cercle rocheux qui l'entoure atteint 2424 mètres à son point culminant, appelé Roque de los Muchachos ; c'est là que se trouve l'observatoire du Roque de los Muchachos.

## Flore
La flore principale du parc national comprend une grande forêt de pins des Canaries, avec une population de genévriers des îles Canaries en voie de disparition également présente. Le parc a été reconnu comme une zone importante pour la conservation des oiseaux par BirdLife International parce qu’il abrite des populations de pigeons des lauriers, de craves à bec rouge et de canaris insulaires.

## Galerie

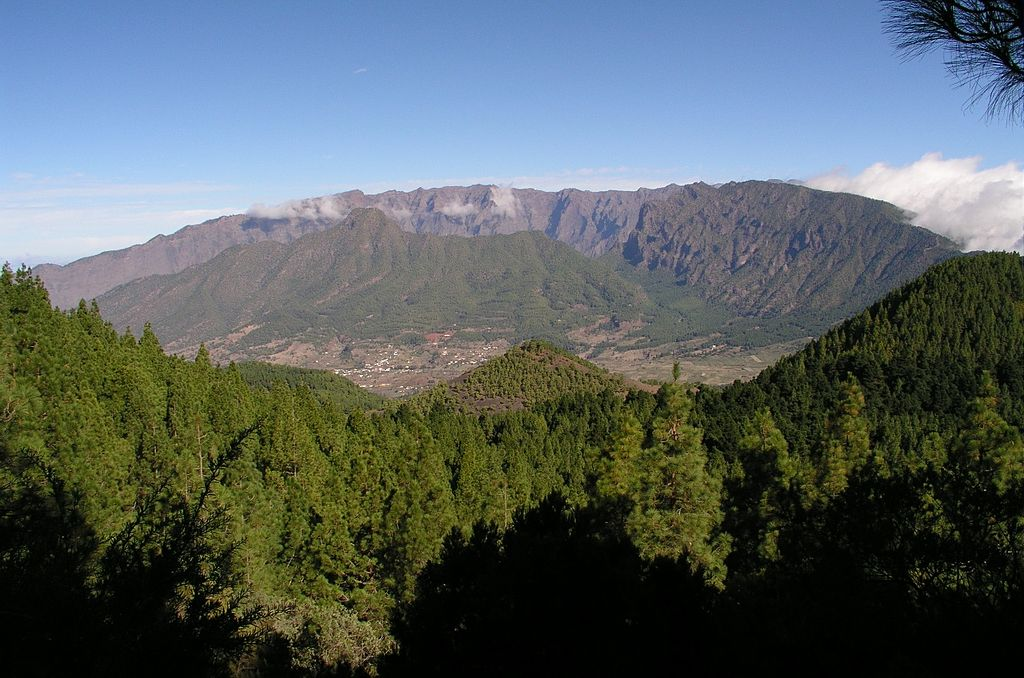
la Caldeira
Mirador de los Roques
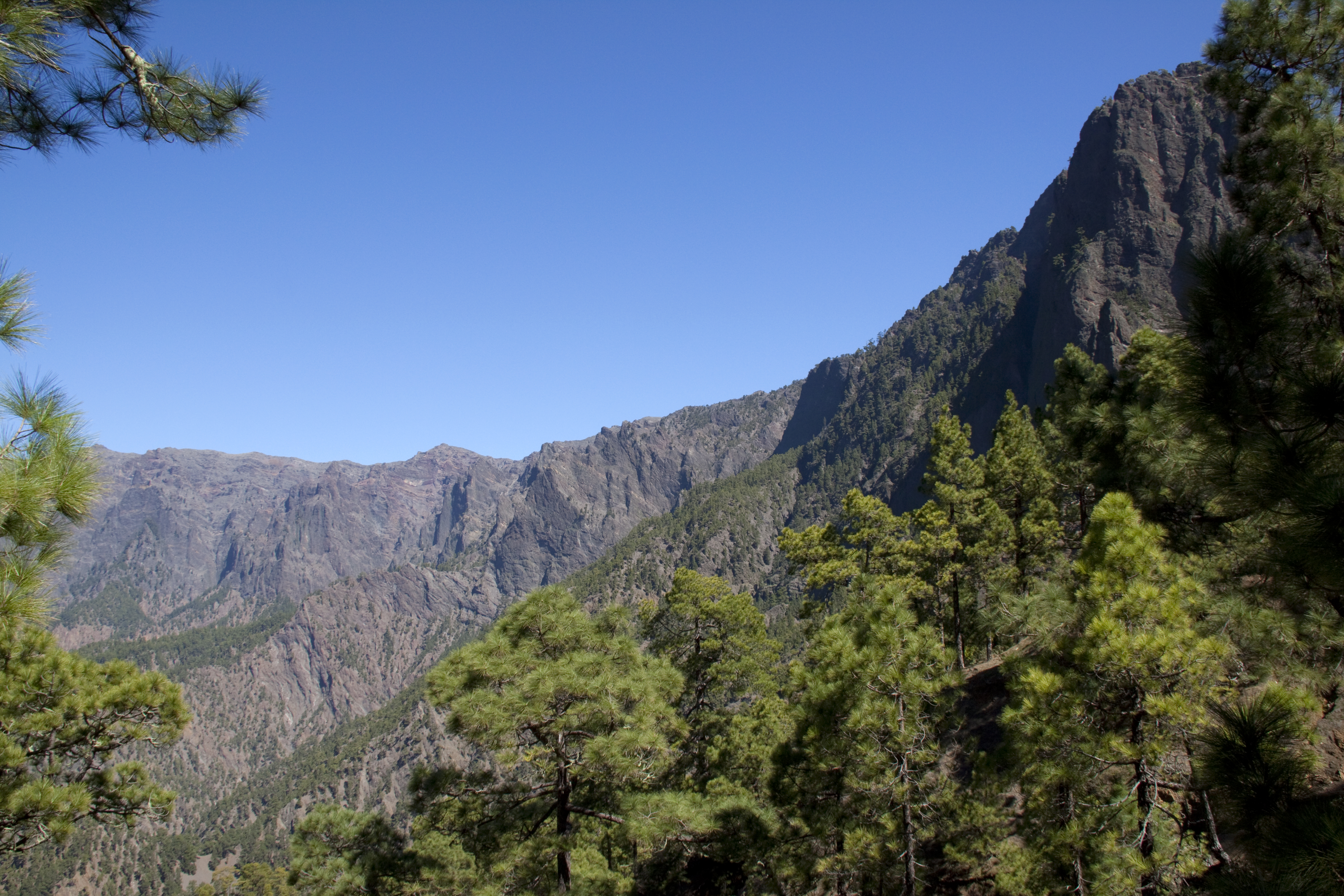
Dans la caldeira